# Vajrabodhi
Vajrabodhi (671－741) (chinois :  金剛智, pinyin: Jīngāng zhì). nom signifiant « Sagesse de diamant » , (chinois :跋日羅菩提 ou Chin-kang-chih 金剛 智), est un célèbre moine bouddhiste indien, de l'École Tantrique chinoise （Zhēnyánzōng 真言宗）de la période  Tang, avec Shubhakarasimha, nom chinois Shanwuwei 善無畏 (637-735) et Amoghavajra, spécialisé dans le courant du Monde du diamant. Le bouddhisme ésotérique Shingon le considère comme un de ses huit grands patriarches.

## Biographie
Les textes biographiques se rapportant à Vajrabodhi sont peu nombreux. Les plus notables sont ceux dus au moine chán Zanning (chinois: 贊寧, pinyin: Zàn níng) (919–1001) qui rassembla des données compilées durant deux siècles; au moine Lü Xiang (chinois: 呂向, pinyin: Lǚ xiàng) (vers 697- ?), un des disciples du maître qui rédigea sa biographie peu après sa mort.
Ces deux  textes ont fait l’objet d’une étude comparée approfondie  par les historiens Jeffrey Sundberg, Rolf Giebel et Chou Yi-Liang,. Leurs travaux respectifs sont souvent cités dans les différentes sources consultées dans le cadre de cet article.
- En Inde et à Laṅkā (de 671 à 716).

Vajrabodhi était originaire de Malaya, ville du sud de l'Inde située à proximité du mont Potalaka, où selon la tradition bouddhique réside le bodhisattva Avalokiteśvara. Son père, issu de la caste brahmane était précepteur royal sous le règne  de Narasimhvarman II (690-715), de la dynastie des Pallava, roi de Kanchipuram, une des villes saintes de l'Inde.
Dès son enfance, il montre une intelligence hors du commun. Il est capable de lire plusieurs milliers de mots chaque jour dès son plus jeune âge. À dix  ans il entre dans l'ordre bouddhique à Nālandā, où il commence à étudier la « śabdavidyā » (grammaire, linguistique, philologie) auprès du maître Jijingzhi (chinois: 寂静智, pinyin: Jìjìng zhì (Sagesse Silencieuse), sanskrit IAST: Śāntijñāna).
À quinze ans il se rend à l'ouest de l'Inde où il étudie les œuvres du maître Dharmakirti pendant quatre ans. Il retourne à Nālandā, où il est  ordonné moine. Il y demeure plusieurs années, durant lesquelles il approfondit ses connaissances tant du theravāda (vinaya), que du  mahāyāna, étudiant notamment le « Prajñapradīpaśāstra », Traité de la lampe de la grande sagesse (chinois : 般若燈論, pinyin : Bōrě dēng lùn), le « Śataśāstra (en) », Les cent traités (chinois : 百論, pinyin : Bǎi lùn), le « Dvādaśamukhāniśāstra », Traité des douze portes (chinois: 十二門論, pinyin: Shí'èr mén lùn)
À vingt-huit ans, il se rend à Kapilavastu auprès du maître Jinabhadra (chinois:胜贤,pinyin: Shèng xián) qui lui enseigne le « Yogaśāstra », Traité du Yoga, attribué à Dattātreya, le « Vijñānamātraśāstra », Traité de la conscience unique, (chinois : 唯識論, pinyin : Wéishí lùn) pendant trois ans.
À trente-et-un ans il se rend au sud de l'Inde où le maître Nāgajñāna, un disciple de Nāgārjuna (chinois: 龍樹, pinyin: Lóngshù « l’Arbre Dragon ») fondateur de l’école Madhyamika (qui suivant la légende vécut sept siècles), lui fait découvrir des textes tels que : le « Sūtra du pic du vajra », (sanskrit IAST :Vajraśekharasūtra, chinois: 金剛頂瑜伽經, pinyin: Jīngāng dǐng yújiā jīng), les méthodes mnémotechniques des dhāraņīs de Vairocana, d'autres textes mahāyāna, ainsi que des traités sur les cinq classes du savoir « pañcavidyā ». Il reçoit l'onction abhisheka,.
Durant cette période, l’Inde du sud subit trois années de sècheresse. Le roi Narasimhvarman envoie un messager demander à Vajrabodhi  de venir au palais royal, pour prier afin de faire pleuvoir. Il accepte et réussit. En récompense le souverain lui fait construire un monastère où il séjourne trois ans avant de reprendre ses pérégrinations.

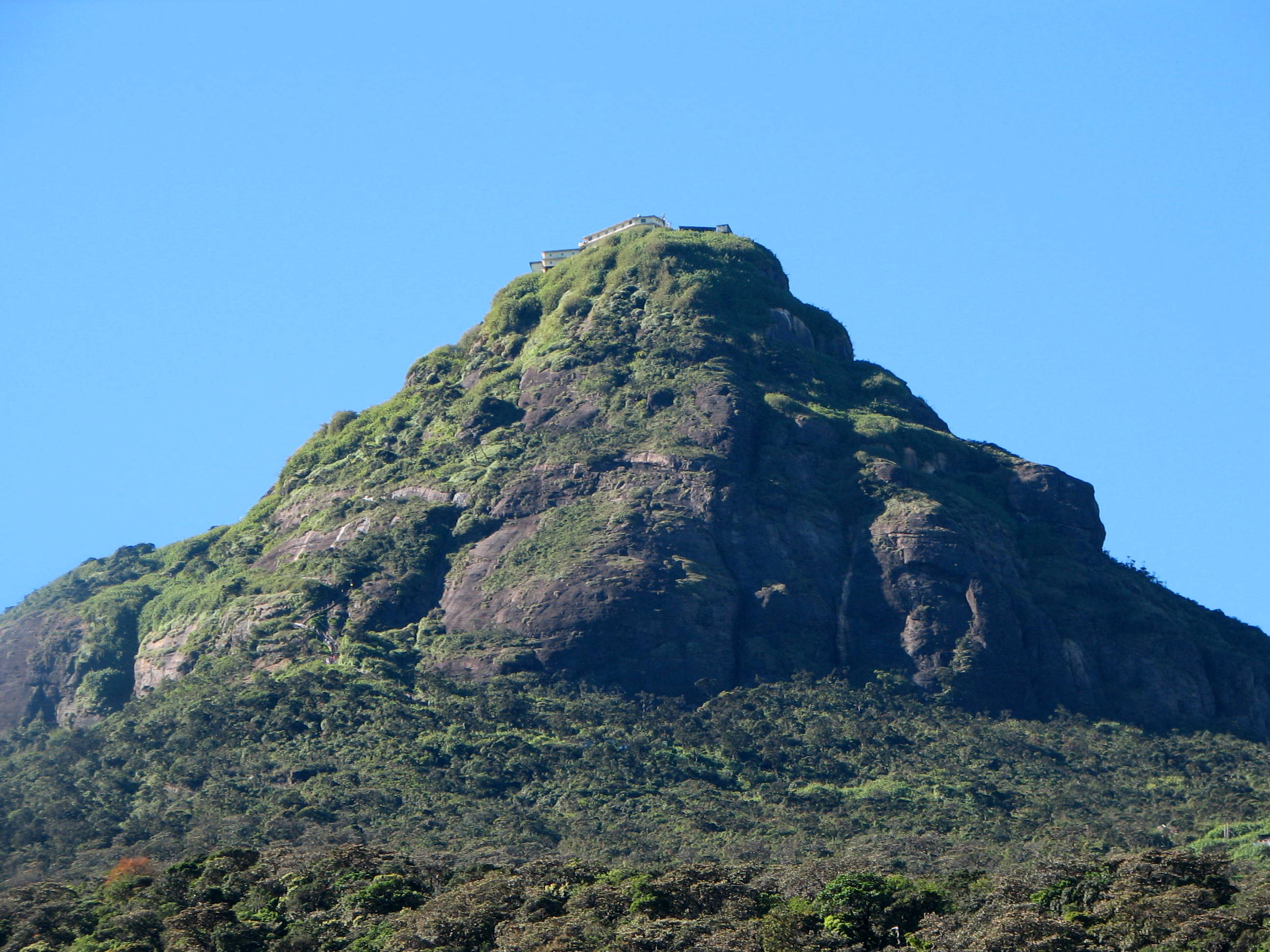
Le mont Sri Pada, (Laṅkāparvata) ou Pic d'Adam, au Sri-Lanka. Il est considéré comme un lieu saint tant par les hindous, les shivaïtes, les musulmans, certaines écoles chrétiennes que par les bouddhistes. Vajrabodhi s’y rendit en pèlerinage avant son départ pour la Chine, vers 716. Photo:21 janvier 2006.

Plus au sud du pays, près de la mer, il y avait un temple dédié au bodhisattva Avalokiteśvara. Près de l’entrée, il y avait un banian. Ses feuilles étaient desséchées. Voyant cela, Vajrabodhi trace un cercle sur le sol autour du tronc, jeûne auprès de l’arbre pendant sept jours, au terme desquels le feuillage redevient vigoureux. Avalokiteśvara apparaît alors et dit au moine : « Vos études sont à présent complétées. Rendez-vous à  Laṅkā pour rendre hommage à la dent du Bouddha et allez jusqu’au sommet du pic d'Adam pour adorer l’empreinte de son pied. Ensuite, partez pour la Chine et vénérez là-bas le bodhisattva  Mañjuśrī. Vous avez un lien karmique avec ce pays. Vous devriez y  diffuser votre enseignement  pour sauver tous les êtres. »
Entendant ces paroles, Vajrabodhi est rempli de joie. Les autres moines présents, qui  ont aussi entendu, le rapportent aussitôt aux fidèles rassemblés dans le temple ; ceux-ci disent : « Si le boddhisattva apparaît sur l’arbre et le fait redevenir vigoureux et qu’après sa disparation il flétrit, il faut interpréter cela comme étant un signe ! » .

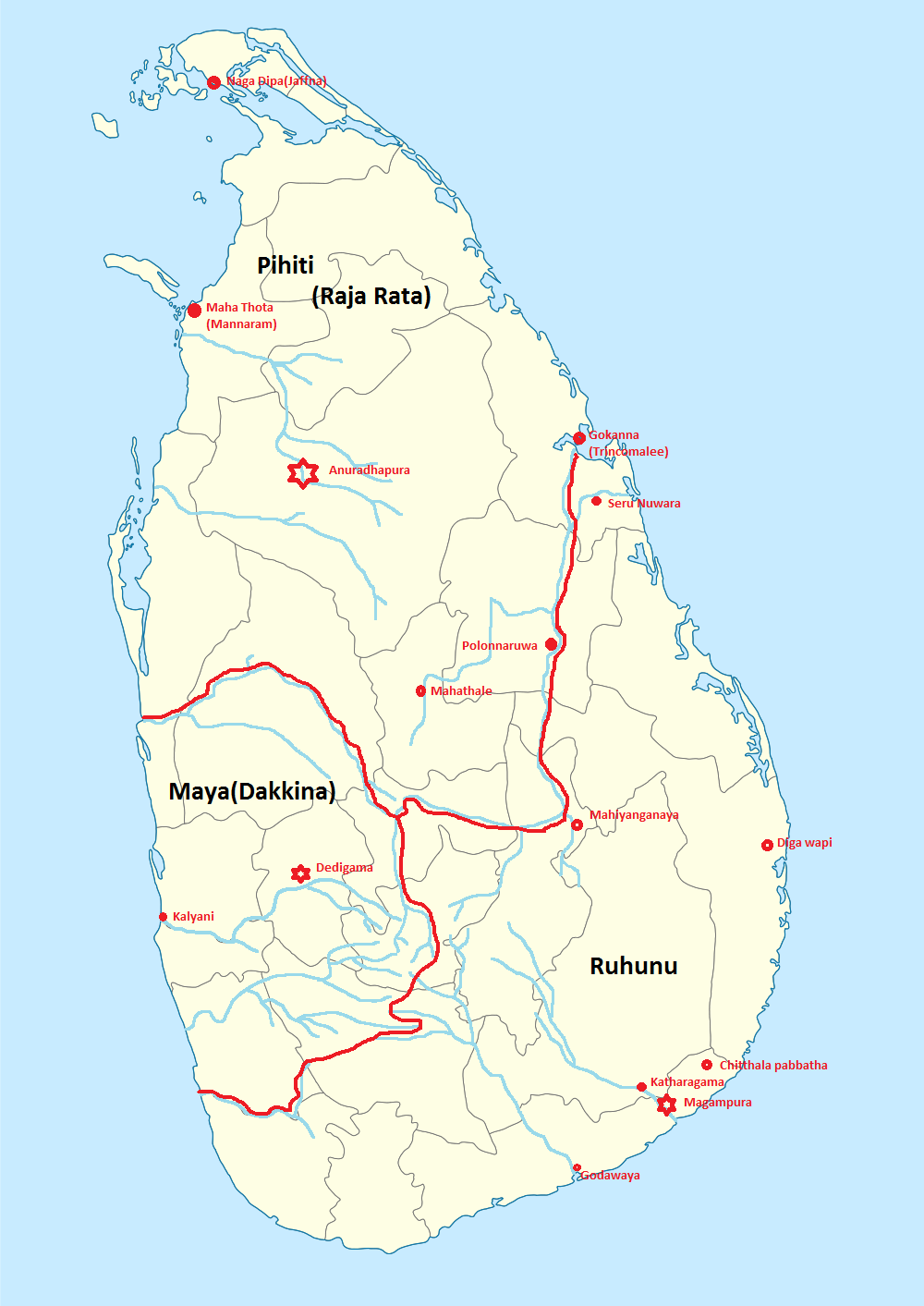
Les trois anciens principaux royaumes durant l’époque médiévale de l’île de Laṅkā (Sri lanka) : le Ruhunu (ou Rohana) au sud, le Maya Rata (Dakkina) (ou) au centre (région montagneuse), le Rajarata (ou Pihiti) au nord. Ces trois royaumes étaient eux-mêmes subdivisés en plusieurs petites souverainetés, plus ou moins indépendantes, suzeraines ou vassales les unes par rapport aux autres. C’est pourquoi plusieurs rois sont mentionnés dans les biographies de Vajrabodhi qui a parcouru toute l’île avant de se rendre en Chine.

Vajrabodhi décide de se rendre à Laṅkā, ainsi que le lui a demandé le bodhisattva. Accompagné de huit disciples, des moines et des laïcs, ils présentent leurs respects au roi et commencent leur voyage. Partout où ils passent, de nombreux fidèles les saluent. Ils séjournent dans différents monastères, visitent les lieux saints et les temples des trois royaumes que compte alors l’île de Laṅkā.
Quand ils arrivent au sud de l’île, le roi Luhena (chinois: 嚕 呵 那, pinyin: Lǔ hē nà) qui règne sur le royaume de Ruhunu les accueille en personne et leur offre l’hospitalité. Adepte du courant theravāda il demande à Vajrabodhi de lui enseigner les préceptes du mahāyāna. Après quoi, ravi d’avoir compris les subtilités des différentes écoles, il offre au maître des pierres précieuses et autres objets, de grande valeur à ses yeux. Mais Vajrabodhi  les refuse et lui répond :« Je suis venu pour vénérer l’empreinte du Bouddha, pas pour recevoir des trésors. J’ai fait un long chemin pour venir jusqu’ici. Je vous demande de me conduire au lieu saint. ».
Le roi accepte et le fait escorter pour le protéger des animaux sauvages, des serpents, des démons, les rakshasas, qui peuplent la forêt. Un épais brouillard  cache la montagne et empêche d’avancer. Vajrabodhi accomplit un rituel, fait bruler de l’encens et prononce ce vœu :« Que je puisse voir les dieux de cette montagne, qui étaient là quand le Bouddha est venu enseigner le Dharma ! ». Aussitôt le ciel s’éclaircit, les animaux sauvages se cachent, permettant aux neuf pèlerins de continuer leur route jusqu’à l’empreinte sacrée, après avoir franchi de nombreux obstacles et rencontré des tribus d’êtres sauvages, mais sans jamais être en réel danger.
Vajrabodhi et ses compagnons continuent ainsi  et visitent tous les lieux saints de l’île, ainsi que l’avait demandé Avalokiteśvara lors de son apparition dans l’arbre. Après une année, ils retournent en Inde du sud. Le roi  Narasimhvarman  demande à Vajrabodhi de rester, mais celui-ci lui annonce qu’il doit se rendre en Chine afin d’honorer le bodhisattva Mañjuśrī et diffuser le Dharma. Le roi insiste en vain. Finalement, il propose au maître de le faire escorter par le général Mizhunna, qu’il charge de remettre de riches présents au souverain  Tang: de  l'or, des pierres précieuses, des épices, de riches tissus, des parfums, des cordons de soie, en plus d’un exemplaire du «Mahāprajñāpāramitāsūtra », Traité de la grande vertu de Sagesse, (chinois :大般若波羅蜜多, pinyin : Dà bōrě bōluómì duō).
Avant d’embarquer, Vajrabodhi rend hommage aux bodhisattvas Mañjuśrī et Avalokiteśvara, en se recueillant d’abord face à l’est, puis face  à l’ouest, leurs directions respectives.
Les vents favorables permettent d’effectuer la traversée  sans problème. Après un jour et une nuit de navigation, le  navire  arrive au port de Bozhi Lijin (chinois:勃 支 利津, pinyin: Bó zhī lìjīn). Le souverain du royaume alors nommé Siṃhala, Manavana (ou Śrīśīla (chinois : 室 哩 室 囉,pinyin : Shì lī shì luō) , , apprenant que Vajrabodhi est de retour, l’invite à séjourner dans son palais, mais un mois plus tard, celui-ci part pour la Chine.
- En Chine (de 719 à 741).

Un long périple commence. Escorté par une trentaine de navires marchands, une forte tempête se déchaîne  et seul celui qui transporte Vajrabodhi ne sombre pas, car  il récite la dhāraṇī dédiée au bodhisattva Mahapratisara (en). Après environ trois ans de navigation, il arrive enfin à Canton (Chine). Le gouverneur militaire de la province envoie une flottille pour l’accueillir, des milliers de personnes et des musiciens pour lui souhaiter la bienvenue et lui offrir des fleurs.
Un an plus tard, soit en 720, il arrive à Luoyang, alors appelée la « Capitale de l’est » (chinois: 東都, pinyin: Dōngdū), seconde capitale après Chang’An durant la période Tang. Il est reçu par l’empereur Xuanzong qui lui accorde le statut qui permet aux moines de bénéficier de quatre avantages : vêtements, nourriture, hébergement, soins médicaux.
Il commence à enseigner le dharma. Il est chargé d’instruire les membres de la cour impériale (princes, princesses, mandarins, hauts fonctionnaires), fait des allers-retours entre Chang’An et Luoyang. où il réside dans différents monastères, entre autres : celui  de la Tendre Gratitude (chinois : 資聖寺, pinyin : Zǐ shēng Sì) ; de la Bénédiction (chinois : 薦福道場, pinyin : Jiàn fú dàochǎng), ce dernier étant également connu sous l’appellation Grand Temple du Bonheur (chinois : 大薦福寺, pinyin : Dà jiàn fú sì Jianfu si, 荐福寺) .
C’est également à cette époque, en 724, que le plus connu de ses disciples, Amoghavajra est ordonné moine. Il enseigne également le bouddhisme tantrique au moine coréen Hyecho (coréen: 혜초, chinois: 慧乔). Pendant plus de vingt ans, il traduit des sūtra, des dhāraṇī, des rituels et autres textes.
Alors qu’il est âgé de soixante-dix ans, un édit impérial l’autorise à retourner dans son pays natal. Cet édit, selon plusieurs historiens, ne visait qu’à expulser les moines étrangers (dits barbares) mais pas les Indiens ; l’empereur Xuanzong en personne aurait demandé à Vajrabodhi de rester,.
Mais celui-ci quitte Chang’An. Peu après son arrivée à Luoyang, il tombe malade.Sa fin est proche. Il fait ses adieux à ses compagnons et meurt en 741, année du serpent selon le calendrier chinois. Deux ans plus tard, en 743, un stūpa est érigé en son honneur dans une  des grottes de Longmen (chinois: 龍門石窟, pinyin: Lóngmén shíkū Lóngmén shíkū), au sud de la rivière Yi (chinois: 伊, pinyin: Yī) le 27e jour du deuxième mois lunaire de l’année de la chèvre.

## Traductions
Quelques textes traduits par Vajrabodhi (abréviations utilisées: « T » pour Taisho Shinshu Daizokyo; « K » pour Tripitaka Koreana):
- Rituel pour pratiquer le  samādhi de Vairocana dans le Yoga du Sūtra du Pic du Vajra (chinois:金剛頂 經瑜伽修習毘盧遮那三麼地法, pinyin: Jīngāng dǐng jīng yújiā xiūxí pí lú zhē nà sān me dì fǎ) [31].

- Rituel Secret des Dhāraṇī d’Acala (Budong shizhe tuoluoni bimi fa, (chinois : 不動使者陀羅尼祕密法, pinyin : Bùdòng shǐzhě tuóluóní mìmì fǎ) . T20n1061, T20n1062a T21n1202 [31].

- La Nilakantha Dharani,Dhāraṇī du Vaste, Parfait , sans compatissant Boddhisattva Avalokiteśvara aux mille mains et aux mille yeux (chinois : 千手千眼觀自在菩薩廣大圓滿無礙大悲心陀羅尼咒本 ; pinyin: Qiān shǒu qiān yǎn guān zìzài púsà guǎngdà yuánmǎn wú ài dàbēi xīn tuóluóní zhòu běn), T20n1061 , K.1270 (traduit en 731) [6].

- Manuel de pratique rituelle du Vajraśekhara-Yoga du Grand Compatissant Nīlakaṇṭha Avalokiteśvara (chinois : 金剛頂瑜伽青頸大悲王觀自在念誦儀軌 ; pinyin: Jīngāng dǐng yújiā qīng jǐng dàbēi wáng guān zìzài niànsòng yí guǐ), T20n1112  et K.1269 (manuel de rituel ésotérique traduit vers 736)[6].